# ジャック・ダン (ラグビー)
ジャック・ダン（Jack Dunne、1998年10月21日 - ）は、アイルランド人のラグビーユニオン選手。ジャパンラグビーリーグワンの豊田自動織機シャトルズ愛知に所属している

## 経歴
2017年、ダブリンのセント・マイケルズ・カレッジ卒業後、レンスターのサブアカデミーに入る。2018年夏に正式アカデミーに昇格した。
2018年、U20アイルランド代表として、U20シックス・ネーションズとワールドラグビーU20チャンピオンシップに出場。
同じく2018年に、レンスターAチームで、育成トーナメントであるセルティックカップで優勝を果たした。2019年2月、ゼブレ・パルマ戦でレンスターのトップチームでユナイテッド・ラグビー・チャンピオンシップデビューを果たす。2020年、レンスターとプロ契約を結んだ。
2021年11月、バーバリアンズのメンバーに選ばれたが、新型コロナウイルス感染症の流行のため、試合は行われなかった。
2022年3月、エクセター・チーフスと契約し、イングランドプレミアシップに出場。2025年、退団。
2025年8月、ジャパンラグビーリーグワンの豊田自動織機シャトルズ愛知に加入。